# Gecatogomphius
Gecatogomphius es un género extinto de reptiles de la familia
Captorhinidae. Vivió en el Pérmico Medio (hace entre 272-268 millones de años) y sus restos fósiles se han encontrado en Rusia, en el óblast de Kirov y la República de Tatarstán.

## Descripción
Gecatogomphius se conoce a partir del holotipo PIN 1156/1, una mandíbula inferior casi completa encontrada en la orilla del río Viatka, cerca de la ciudad de Gorki en la región de Kirov y del PIN 4310/1, una placa maxilar superior encontrada en Berezovye Polyanki en Tatarstán. La parte preservada del fragmento de hueso de mandíbula tiene una longitud de 80 milímetros y se expande posteriormente para formar una superficie muy ancha que lleva cinco filas de dientes bulbosos.

## Etimología
El género Gecatogomphius fue denominado por BP Vjushkov y Pjotr K. Chudinov en 1957. La especie tipo es Gecatogomphius kavejevi. El nombre del género se deriva de hecato, griego para "cien", y gomphos, griego para "clavo" o "cuña", refiriéndose al gran número de dientes de la mandíbula. El nombre de la especie kavejevi es en honor del descubridor del holotipo, el geólogo soviético Mazit S. Kaveev.